# Jacob Marrel

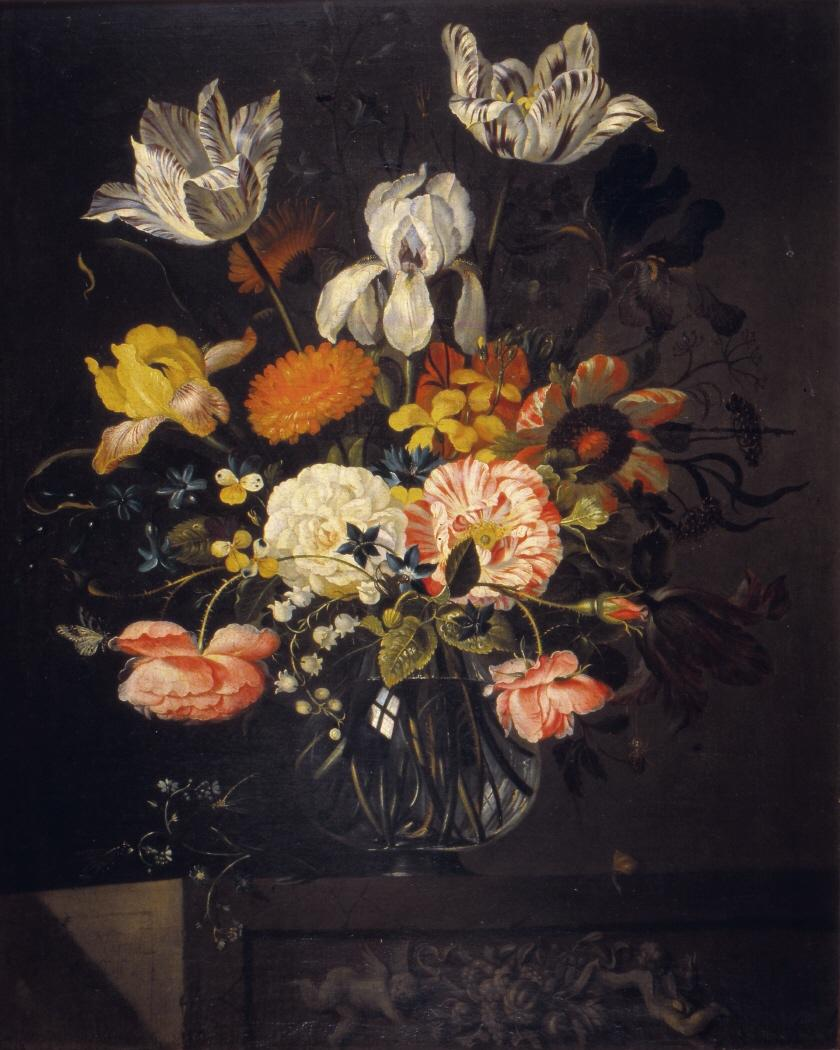
Florero, firmado Jacobvs.Marrel.fecit/ Franckfurth, óleo sobre lienzo, 58 x 74 cm, Madrid, Museo Lázaro Galdiano.

Jacob Marrel o Marrell (Frankenthal (Palatinado), c. 1613/1614 – Fráncfort del Meno, 1681) fue un dibujante, pintor y grabador alemán activo en Utrecht, especializado en la pintura de flores y bodegones.
Discípulo de Georg Flegel en Fráncfort de 1627 a 1632, en diciembre de este año aparece registrado como discípulo de Jan Davidsz de Heem en Utrecht, donde residió hasta 1650. De regreso a Fráncfort contrajo matrimonio con la viuda de  Matthäus Merian. Volvió a residir en Utrecht, ocupado posiblemente en el comercio de arte, entre 1659 y 1669, con alguna interrupción, pues consta su estancia en Núremberg al menos en 1665 con ocasión del matrimonio de su hijastra, Maria Sibylla Merian. Tuvo como discípulo a Abraham Mignon, además de a su propia hijastra y a su yerno, Johann Andreas Graff, especializado en arquitecturas.
Marrel es conocido además de por un número abundante de bodegones al estilo de Heem, guirnaldas y jarrones de flores, por sus álbumes con estudios a la acuarela de las variedades de los tulipanes, de los que algunas hojas se conservan en el Rijksmuseum de Ámsterdam.